# Катамадзе, Кевсер Сулеймановна
Кевсер Сулеймановна Катамадзе (1931 год, село Аламбари, Кобулетский район, Аджарская АССР, Грузинская ССР — 1992 год, Кобулетский муниципалитет, Грузия) — колхозница колхоза имени Кагановича Кобулетского района Аджарской АССР, Грузинская ССР. Герой Социалистического Труда (1950).

## Биография
Родилась в 1931 году в крестьянской семье в селе Адамбари Кобулетского района Аджарской АССР. С 1946 года трудилась рядовой колхозницей на чайных плантациях в колхозе имени Андреева. После замужества переехала в колхоз имени Кагановича Кобулетского района, где продолжила трудиться при сборе чайного листа.
В 1949 году собрала 6009 килограмм листа зелёного чая на участке площадью 0,5 гектара. Указом Президиума Верховного Совета СССР от 19 июля 1950 года удостоена звания Героя Социалистического Труда за «получение высоких урожаев сортового зелёного чайного листа и цитрусовых плодов в 1949 году» с вручением ордена Ленина и золотой медали «Серп и Молот».
За выдающиеся трудовые результаты по итогам 1950 года была награждена вторым Орденом Ленина.
После выхода на пенсию проживала в Кобулетском районе. Скончалась в 1992 году.
Награды
- Герой Социалистического Труда
- Орден Ленина — дважды (1950; 01.09.1951)
- Медаль «За трудовую доблесть» (29.08.1949)